# ラウラ・今井・メッシーナ

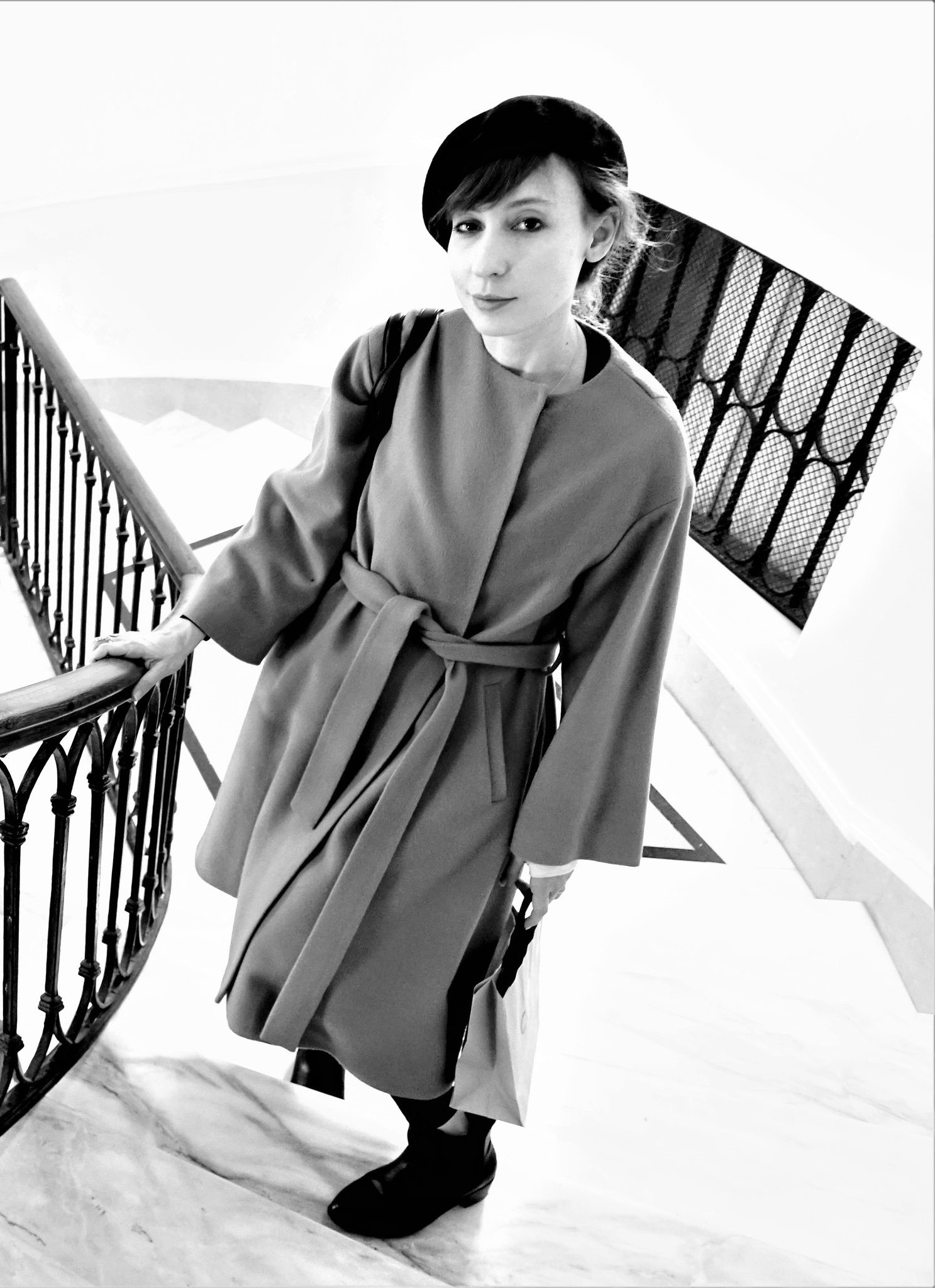

ラウラ・今井・メッシーナ（Laura Imai Messina、1981年8月16日 - ）は、在日イタリア人作家。

## 人物
イタリア共和国ローマ出身。ローマ・ラ・サピエンツァ大学で文学を専攻して卒業後、2005年に来日。
国際基督教大学大学院アーツ・サイエンス研究科博士前期課程修了、修士（比較文化）。シエナ外国人大学DITALS（外国人に対するイタリア語教授法）修士。
2017年東京外国語大学大学院総合国際学研究科博士後期課程修了、博士（学術）。博士論文は「マテリアル・ワールド : 小川洋子作品における「もの」概念の比較研究」。
トリノのScuola Holdenで創作講座を開き、また東京外国語大学非常勤講師などとしてイタリア語の教鞭を執る他、小説を執筆し、2020年には小説"Quel che affidiamo al vento"が、国際的なベストセラーとなった。
2021年に出版した日本の口承文学などを基にした児童文学"Goro Goro"でイタリアの児童向け文学賞であるラウラ・オルヴィエート賞を受賞。

## 小説
- Tokyo Orizzontale, Piemme, 2014 ISBN 9788856634372
- Non oso dire la gioia, Piemme, 2018 ISBN 9788856663075
- Quel che affidiamo al vento, Piemme, 2020 ISBN 9788855446594

『天国への電話』粒良麻央訳（早川書房、2022年）ISBN 9784152101433
- Tokyo tutto l'anno – Viaggio sentimentale nella grande metropoli, Einaudi, 2020 ISBN 9788806244217
- Le vite nascoste dei colori, Einaudi, 2021 ISBN 9788806248475
- L’isola dei battiti del cuore, Piemme, 2022 ISBN 9788856684421